# 360. brigada za civilne zadeve (ZDA)
360. brigada za civilne zadeve (izvirno angleško 360th Civil Affairs Brigade) je brigada za civilne zadeve Kopenske vojske Združenih držav Amerike.